# 난부정 (돗토리현)
난부정(일본어: 南部町)은 일본 돗토리현 서부에 있는 사이하쿠군의 정이다.
돗토리현 사이하쿠군의 사이하쿠정과 아이미정이 2004년 10월 1일에 합병해 탄생했다.

## 인접한 자치체
- 돗토리현 요나고시, 호키정, 니치난정, 히노정
- 시마네현 야스기시

## 역사
- 1955년 3월 30일 - 사이하쿠군의 5개 촌이 합병해 사이하쿠정이 탄생하였다.
- 1955년 4월 25일 - 데마촌·가노료촌이 합병해 아이미정이 탄생하였다.
- 2004년 10월 1일 - 사이하쿠정과 아이미정이 합병해 난부정이 탄생하였다.

## 교통

### 철도
- 서일본 여객철도 산인 본선

### 도로
- 국도 제180호선